# Maulkuppe
Die Maulkuppe ist ein 706,3 m ü. NHN hoher Berg in der Rhön in Hessen (Deutschland). 

## Geographische Lage
Die Maulkuppe erhebt sich innerhalb des Landkreises Fulda im Naturpark Hessische Rhön und im Biosphärenreservat Rhön sowie im Naturraum Milseburger Kuppenrhön. Der bekannte Berg Milseburg befindet sich etwa 2,3 km nordöstlich. Am Südhang des Berges befinden sich Höfe der Streusiedlung Steinwand, eines Ortsteils von Poppenhausen. 2,3 km nördlich liegt Kleinsassen, ein Ortsteil von Hofbieber. Rund 6 km westnordwestlich liegt Dipperz auf dessen Gebiet sich auch der Gipfel der Maulkuppe befindet.

## Geschichte
In der Karwoche des Jahres 1945, kurz vor Ende des Zweiten Weltkrieges, wurde auf der Maulkuppe eine Funkstation errichtet. Auf diese Weise versuchten deutsche Soldaten unter dem Kommando von Generalfeldmarschall Albert Kesselring, der sich mit hochrangigen Offizieren in einem Zug in den Milseburgtunnel zurückgezogen hatte, Verbindung mit dem Oberkommando der Wehrmacht herzustellen, um eine Gegenwehr gegen die vorrückenden Amerikaner zu organisieren.

## Tourismus

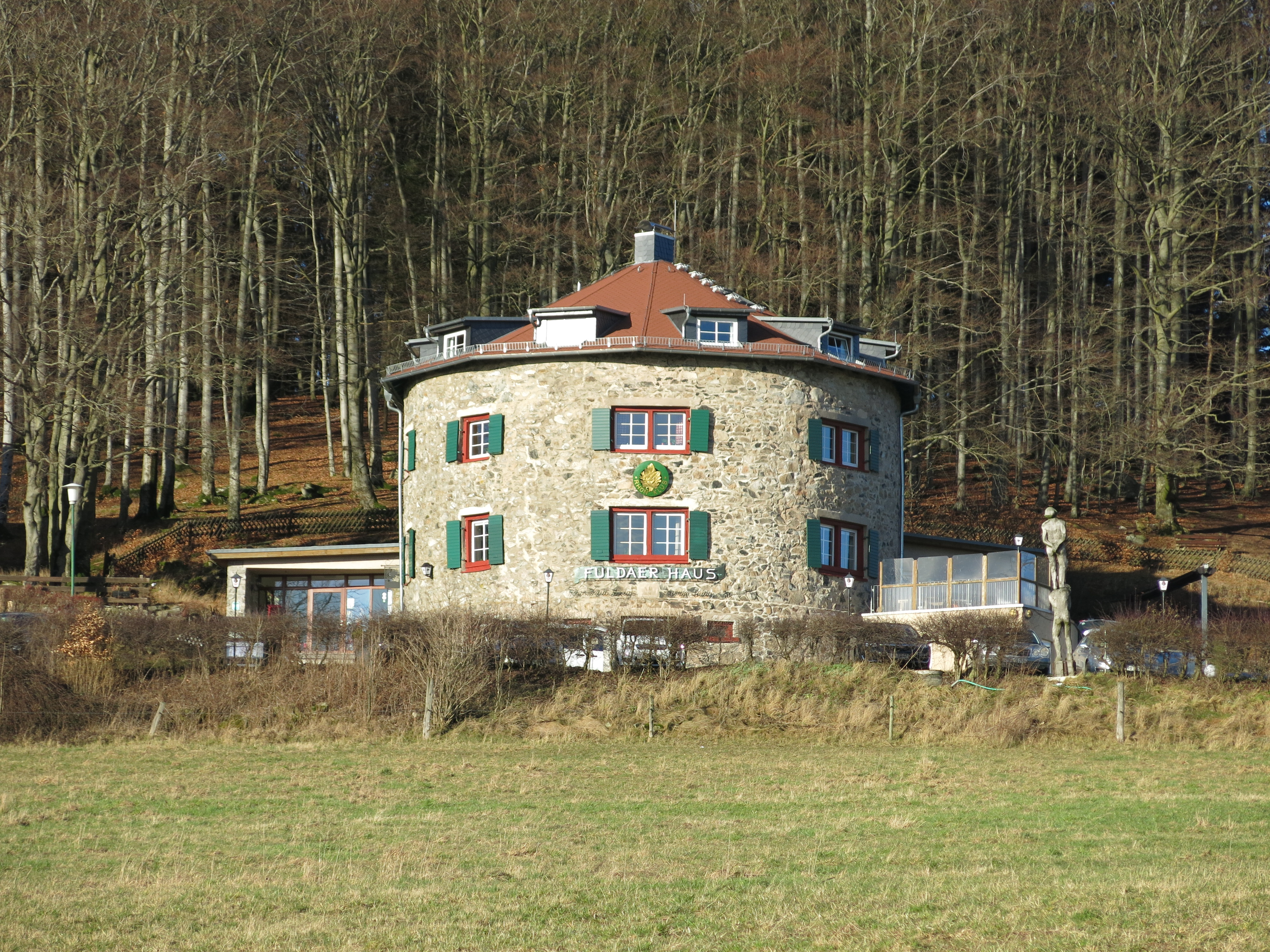
Fuldaer Haus

Unmittelbar südlich des Gipfels steht seit 1926 – die Grundsteinlegung war 1924 – das Fuldaer Haus, eine bewirtschaftete Schutzhütte des Zweigvereins Fulda des Rhönklubs in Form eines Zylinders auf 670 m ü. NHN mit Übernachtungsmöglichkeiten. Direkt daneben befinden sich ein Jugendgästehaus und ein Jugendzeltplatz. Das Gelände wird vom Milseburgweg und weiteren Wanderwegen des Rhönklubs touristisch erschlossen. Der Weg von der Maulkuppe nach Osten bzw. Südosten zum Grabenhöfchen ist als Skulpturenweg gestaltet. Hier befinden sich 16 Kunstwerke als Ergebnis dreier Bildhauertreffen zwischen 2001 und 2004. Zum Beispiel wurde an einen Baum ein aus Holz geschnitzter Flügel aufgehängt. Ein weiteres Kunstwerk ist der Riese Mils, der einige Meter entfernt aufgestellt wurde. Der Gipfelbereich der Maulkuppe ist bewaldet und bietet keine Aussicht. Er kann aber in 15 Minuten umwandert werden. Dabei bieten sich Ausblicke in alle Richtungen, beispielsweise zur Milseburg im Nordosten und zur Wasserkuppe im Süden. An klaren Tagen reicht der Blick im Westen bis zum Vogelsberg und zum Taunus.